# سیارک ۱۱۱۲۹
سیارک ۱۱۱۲۹ (به انگلیسی: 11129 Hayachine، نامگذاری:1996VS5) یازده هزار و صد و بیست و نهمین سیارک کشف شده‌است که در ۱۴ نوامبر ۱۹۹۶ کشف شد.
قدر مطلق سیارک برابر ۳۳.۸ است.